# Azukihakari
Azukihakari (小豆はかり?, lett. "il contabile") uno yōkai (spettro) giapponese che appare nella raccolta di storie di fantasmi del periodo Edo Kaidan rō no tsue (怪談老の杖?). Si dice che sia uno yōkai che emette il suono dei fagioli azuki schiacciati nelle case delle persone senza rivelare il suo aspetto, e poiché è uno yōkai che emette solo rumore, alcuni hanno suggerito che si tratti di un tipo di fenomeno poltergeist.

## Descrizione
Nel "Kaidan rō no tsue" si afferma che:
"C'era una volta un uomo che sentì la storia di uno yōkai che appariva nella casa di un amico che viveva ad Azabu. L'uomo disse di volerlo vedere e gli fu permesso di stare a casa dell'amico.
Come accennato in precedenza, quando la stanza era silenziosa, si udiva un forte rumore di passi pesanti sul soffitto, seguito dal rumore di fagioli che venivano sparsi. Il suono aumentava gradualmente di intensità, fino a raggiungere il volume di un tou (circa 18 litri) di fagioli azuki sparsi.
Presto, il rumore degli zoccoli di legno e degli scrosci d'acqua si sentì provenire non dalla soffitta, ma dal giardino esterno. L'uomo aprì rapidamente lo shōji, ma nel giardino non c'era nessuno".
Sebbene questo yōkai a volte faccia cadere sporcizia e pezzi di carta dal soffitto, si dice non che faccia alcun male.